# Gábor Máté
Ne doit pas être confondu avec Gabor Maté.
Gábor Máté (né le 9 février 1979) est un athlète hongrois, spécialiste du lancer du disque. Il mesure 1,99 m pour 104 kg et son club est le Maccabi Tel-Aviv.

## Palmarès

### Championnats du monde d'athlétisme
- Championnats du monde d'athlétisme de 2007 à Osaka ( Japon)
  - 4e au lancer du disque

### Meilleures performances
- Poids :
  - en extérieur : 18,72 m (Nyíregyháza, 3 août 2003)
  - en salle : 18,77 m (Fayetteville, 14 février 2003)
- Disque : 66,54 m (Walnut (Californie), 16 avril 2000)
- Marteau : 65,68 m (Columbus, 30 mai 2003)